# Ochodaeus campsognathus
Ochodaeus campsognathus es una especie de coleóptero de la familia Ochodaeidae.

## Distribución geográfica
Habita en Argentina.